# Championnat britannique des voitures de tourisme 1974
Le Championnat britannique des voitures de tourisme 1974 était la 17e saison du championnat britannique des voitures de tourisme, remporté par l'anglais Bernard Unett. Le championnat a débuté à Mallory Park le 10 mars 1974 et s'est terminé à Brands Hatch le 20 octobre 1974.

## Calendrier
| Manche | Circuit      | Date        | Pilote vainqueur | Ecurie vainqueur              | Voiture vainqueur       |
| ------ | ------------ | ----------- | ---------------- | ----------------------------- | ----------------------- |
| 1 A-B  | Mallory Park | 10 mars     | Andy Rouse       | Team Broadspeed Castrol       | Triumph Dolomite Sprint |
| 1 C-D  | Mallory Park | 10 mars     | Stuart Graham    | Castrol                       | Chevrolet Camaro Z28    |
| 2      | Brands Hatch | 17 mars     | Stuart Graham    | Castrol                       | Chevrolet Camaro Z28    |
| 3      | Silverstone  | 7 avril     | Stuart Graham    | Castrol                       | Chevrolet Camaro Z28    |
| 4      | Oulton Park  | 12 avril    | Stuart Graham    | Castrol                       | Chevrolet Camaro Z28    |
| 5      | Thruxton     | 15 avril    | Richard Lloyd    | Rivers/Simoniz                | Chevrolet Camaro Z28    |
| 6      | Silverstone  | 12 mai      | Vince Woodman    | VMW Motors - Team Esso Uniflo | Chevrolet Camaro Z28    |
| 7      | Thruxton     | 27 mai      | Richard Lloyd    | Rivers/Simoniz                | Chevrolet Camaro Z28    |
| 8      | Brands Hatch | 20 juillet  | Stuart Graham    | Castrol                       | Chevrolet Camaro Z28    |
| 9 A-B  | Ingliston    | 18 août     | Tom Walkinshaw   | London Sportscar Centre       | Ford Escort RS 2000     |
| 9 C-D  | Ingliston    | 18 août     | Tom Walkinshaw   | Shellsport                    | Ford Capri 3000 GT      |
| 10 A-B | Brands Hatch | 26 août     | John Hine        | Bill Shaw Racing/Shellsport   | Triumph Dolomite Sprint |
| 10 C-D | Brands Hatch | 26 août     | Richard Lloyd    | Rivers/Simoniz                | Chevrolet Camaro Z28    |
| 11     | Oulton Park  | 8 septembre | Stuart Graham    | Fabergé Racing                | Chevrolet Camaro Z28    |
| 12     | Snetterton   | 6 octobre   | Stuart Graham    | Fabergé Racing                | Chevrolet Camaro Z28    |
| 13     | Brands Hatch | 20 octobre  | Stuart Graham    | Fabergé Racing                | Chevrolet Camaro Z28    |

## Classement final

### Pilotes
| Championnat pilotes | Championnat pilotes | Championnat pilotes       | Championnat pilotes           | Championnat pilotes |
| Pos.                | Pilote              | Voiture                   | Ecurie                        | Points              |
| ------------------- | ------------------- | ------------------------- | ----------------------------- | ------------------- |
| 1                   | Bernard Unett       | Hillman Avenger 1500 GT   | Chrysler Dealer Team          | 69                  |
| 2                   | Andy Rouse          | Triumph Dolomite Sprint   | Team Broadspeed Castrol       | 67                  |
| 3                   | Stuart Graham       | Chevrolet Camaro Z28      | Castrol                       | 64                  |
| 4                   | Tom Walkinshaw      | Ford Capri 3000 GT        | Shellsport                    | 63                  |
| 5                   | Peter Hanson        | Opel Commodore GS/E       | Dealer Opel Team              | 55                  |
| 6                   | Barrie Williams     | Mazda Savanna RX-3        | Team Castrol                  | 51                  |
| 6                   | Tony Lanfranchi     | BMW 3.0 CSi               | Van Der Steen                 | 51                  |
| 8                   | Richard Lloyd       | Chevrolet Camaro Z28      | Rivers/Simoniz                | 47                  |
| 9                   | Roger Bell          | Hillman Avenger 1500 GT   | Chrysler Dealer Team          | 42                  |
| 10                  | Vince Woodman       | Chevrolet Camaro Z28      | VMW Motors - Team Esso Uniflo | 39                  |
| 11                  | Tony Dron           | Triumph Dolomite Sprint   | Team Broadspeed Castrol       | 39                  |
| 12                  | John Handley        | Triumph Dolomite Sprint   | RCD                           | 38                  |
| 13                  | Holman Blackburn    | Ford Capri 3000 GT        | Hermetite Products            | 35                  |
| 14                  | John Hine           | Triumph Dolomite Sprint   | Bill Shaw Racing/Shellsport   | 28                  |
| 15                  | Simon Kirkby        | Hillman Avenger 1500      | Hartwell                      | 23                  |
| 16                  | Ivan Dutton         | Ford Capri 3000 GT        | Ivan Dutton                   | 22                  |
| 17                  | Rob Mason           | Triumph Dolomite Sprint   | Shellsport Arden              | 21                  |
| 17                  | Stan Clark          | Alfa Romeo 1600 GT Junior | Roger Clark Cars/Esso Uniflo  | 21                  |
| 17                  | John Markey         | Toyota Celica GT          | Dealer Team Toyota            | 21                  |
| 20                  | Jon Fletcher        | Chevrolet Camaro Z28      | Glazepta Products Ltd.        | 18                  |
| 20                  | Melvyn Adams        | VW Passat TS              | Melvyn Adams                  | 18                  |
| 22                  | Martin Birrane (en) | Ford Capri 3000 GT        | Adlards of Brixton            | 15                  |
| 23                  | Les Nash            | Chevrolet Camaro Z28      | Les Nash                      | 14                  |
| 24                  | Malcolm Kay         | Chevrolet Camaro Z28      | Malcolm Kay                   | 12                  |
| 24                  | Bob Ridgard         | Chevrolet Camaro Z28      | Bob Ridgard                   | 12                  |